# Taryn Terrell
Pour les articles homonymes, voir Terrell et Tiffany.
Taryn Nicole Terrell (née le 28 décembre 1985 à La Nouvelle-Orléans) est une ancienne catcheuse et ancienne mannequin américaine. Elle est connue pour avoir travaillé à la Total Nonstop Action Wrestling et à la World Wrestling Entertainment.
Elle est aussi connue pour son travail à la World Wrestling Entertainment où elle a été la toute dernière manager générale (dirigeante scénaristique) de la division ECW, du 10 avril 2009 jusqu'à la disparition du show, le 23 février 2010.

## Jeunesse
Taryn Nicole Terrell est cheerleader et fait de la force athlétique au lycée puis à l'université. Elle continue à pratiquer ces deux activités à l'université de La Nouvelle-Orléans et y obtient une maîtrise en administration des affaires,. Elle a posé nue dans le magazine de charme Playboy.

## Carrière

### World Wrestling Entertainment (2008-2010)
Terrell se fait remarquer lors de l'émission de téléréalité Diva Search de la World Wrestling Entertainment (WWE) où elle se classe 4e de l'édition 2007 remporté par Eve Torres,,.
La WWE lui propose cependant de signer un contrat en février 2008 et elle part s'entraîner en Floride, à la Florida Championship Wrestling, le club-école de la WWE.

#### ECW et assistante de Theodore Long (2008-2009)
Le 10 juin 2008, elle fait ses débuts  dans les émissions principales de la WWE à la ECW, sous le pseudonyme de Tiffany. Elle est présentée comme l'assistante de Theodore Long, le manager général de l'émission. Le 26 octobre à WWE Cyber Sunday, elle participe à un concours de déguisement d'Halloween, où elle est déguisée en religieuse.
Le 5 avril 2009 à WrestleMania XXV, elle participe à la bataille royale des Divas pour déterminer la première Miss WrestleMania mais est éliminée par Beth Phoenix.

#### Manager générale de la ECW (2009-2010)
Le 7 avril 2009, elle remplace Theodore Long en tant que manager général de la ECW.
Le 23 février 2010, elle participe à la dernière émission de la ECW.

#### SmackDown et renvoi (2010)
Elle part ensuite à SmackDown en tant que catcheuse.
Lors de l'été 2010, à la suite d'un problème avec son mari, Drew McIntyre, qui a nécessité l'intervention de la police dans son hôtel à San Jose en Californie, Tiffany est alors suspendue pour une durée indéterminée, et le générique de SmackDown est remanié de façon à supprimer toutes les images où la Diva apparaissait.
Le 19 novembre, elle est renvoyée de la fédération.

### Ohio Valley Wrestling (2011)
Lors de ses débuts à la OVW, elle arbitre quelques matchs. Quelques semaines après, Taeler Hendrix la confronte sur le ring pendant une interview, et deux semaines plus tard, elle bat Heidi Lovelace pour gagner le titre féminin de la OVW. Elle perd son titre le 1er décembre face à Taeler Hendrix.

### Total Nonstop Action Wrestling (2012-2016)

#### Arbitre des Knockouts et congé maternité (2012-2013)
Le 16 août 2012, le site Diva-Dirt annonce que Tiffany a signé un contrat avec la Total Nonstop Action Wrestling. Elle fait ses débuts en tant qu'arbitre spéciale le 16 août pour le match revanche entre Madison Rayne et Miss Tessmacher pour le TNA Women's Knockout Championship et devient officiellement l'arbitre pour tous les matchs des Knockouts.
Lors de Lockdown, elle coûte le match de Gail Kim face à Velvet Sky pour le titre des Knockouts que Sky conserve.
À Slammiversary, Taryn gagne contre Gail Kim dans un Last Knockout Standing match.
Elle s'éloigne ensuite des rings pour prendre son congé de maternité.

#### Women's Knockout Champion, The Dollhouse, perte du titre et départ (2014-2016)
Taryn Terrell fait son retour à Impact le 19 juin 2014, accueillie par son ancienne rivale, Gail Kim. Elles sont interrompues par les Beautiful People, Angelina Love et Velvet Sky. Une bagarre éclatera ensuite entre les quatre knockouts, mais Taryn Terrell et Gail Kim réussiront à faire fuir les Beautiful People.
Le 19 novembre à Impact, Taryn Terrell devient championne des Knockout pour la première fois de sa carrière en battant Gail Kim et Havok dans un match triple menace.
Lors de l'épisode d'Impact spécial Knockout le 24 avril, elle conserve son titre contre Awesome Kong et fait un heel-turn en annonçant que Jade et Marti Bell sont ses amies et qu'elle fait partie de The Dollhouse.
Le 28 juin à Slammiversary, Taryn Terrell, Marti Bell et Jade perdent contre Amesome Kong et Brooke dans un match handicap 3 contre 2.
Lors de l'épisode d'Impact du 15 juillet , Taryn Terrell perd son titre des Knockouts contre Brooke, distraite par l'intervention de Gail Kim qui vient attaquer Marti Bell et Jade à l'extérieur du ring pendant le match.
Le 4 janvier 2016, Terrell publie une vidéo sur sa chaîne YouTube dans laquelle elle annonce que son contrat avec la TNA se termine et qu'elle désire maintenant prendre du temps pour elle.

### Retour à Impact Wrestling (2017)
Le 17 août 2017 à Destination X, Terrell a fait son retour à Impact Wrestling.
Le 20 octobre 2017, elle quitte la compagnie.

### National Wrestling Alliance (2021-2022)
Le 21 mars 2021 à NWA Back For The Attack, Terrell fait ses débuts à la NWA aux commentaires lors du match féminin entre Kamille et Thunder Rosa.
En novembre 2022, elle annonce son départ de la fédération ainsi que sa retraite du catch.

## Palmarès
- Ohio Valley Wrestling (OVW)
  - 1 fois championne féminine de l'OVW
- Total Nonstop Action Wrestling (TNA)
  - Prix du Meilleur arbitre de Impact Wrestling
  - 1 fois TNA Women's Knockout Champion

## Récompenses des magazines
- Pro Wrestling Illustrated
  - Top 50 Females

| Année | 2010 | 2011 à 2012 | 2013 | 2014 | 2015 |
| ----- | ---- | ----------- | ---- | ---- | ---- |
| Rang  | 38   | Non classée | 17   | 36   | 10   |

## Vie privée
- En juillet 2009, elle se fiance à Drew Galloway, plus connu à la WWE sous le nom de Drew McIntyre, et ils se marient en mai 2010 à Las Vegas, avant de divorcer courant mai 2011.
- Le 12 octobre 2013, elle a annoncé sur son compte Twitter qu'elle est enceinte de son premier enfant. Elle accouche d'une  petite fille le 2 mars 2014 qui se prénomme Emerson.
- Depuis 2015, elle est mariée à Joseph Dryden[20].